# Bernard de Montfaucon

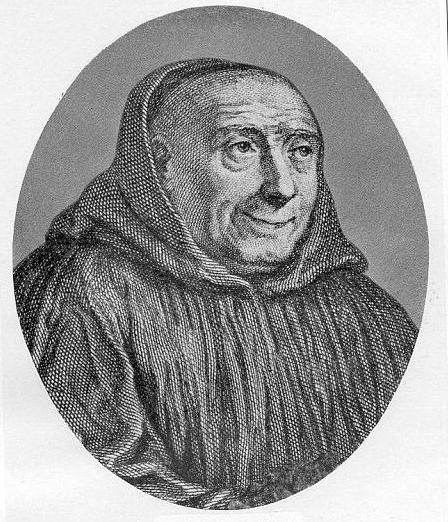
Dom Bernard de Montfaucon

Dom Bernard de Montfaucon (Soulage, 1655 - Parijs, 1741) was een Frans benedictijn en geleerde.
Hij werd geboren op het kasteel van Soulage (Aude) en stierf in 1741 in de abdij van Saint-Germain-des-Prés, waar hij een groep geleerden rond zich wist te scharen.  Hij schreef het werk L'Antiquité expliquée.

## Werken
- Analecta graeca, sive varia opuscula graeca inedita (Paris, 1688)
- S. Athanasii opera omnia (Paris, 1698)
- Diarium italicum (Paris, 1702)
- Bibliotheca Coisliniana (Paris, 1705)
- Collectio nova patrum graecorum (1706)
- Palaeographia graeca (1708)
- Bibliotheca Coisliniana olim Segueriana, Paris: Ludovicus Guerin & Carolus Robustel, (Paris, 1715)
- L'antiquité expliquée et representée en figures (vols. 1-15, Paris, 1719-[1724)
- Les monuments de la monarchie française (vols. 1-5, Paris, 1729-1733)
- S. I. Chrisostomi opera omnia (Paris, 1718—1738; new edition 1735—1740)
- Bibliotheca bibliothecarum manuscriptorum nova (vols. 1-2,  Paris, 1739)